# Рене де Шалон (принц Оранский)
Рене де Шалон (фр. René de Châlon, нем. Renatus von Châlon; 5 февраля 1519 — 15 июля 1544) — принц Оранский с 1530 года, штатгальтер Голландии и Зеландии с 1540 года, Гелдерна с 1543 года.

## Биография

Герб Рене де Шалона как принца Оранского

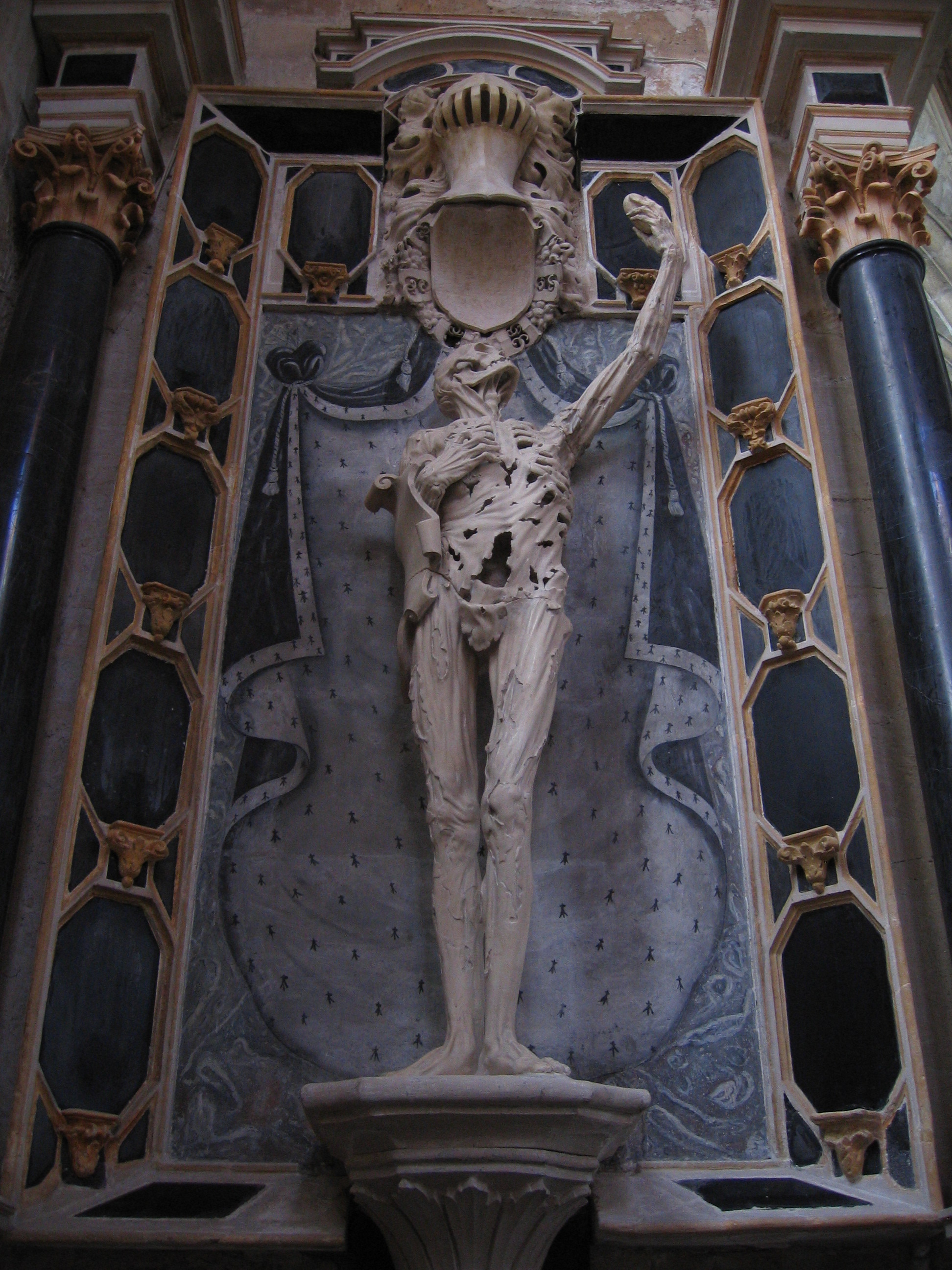
Надгробие Рене де Шалона, Бар-ле-Дюк, церковь Сен-Этьенн

Единственный сын графа Нассау-Бреды Генриха III (1483—1538) и его второй жены Клод де Шалон (1498—1521).
Его дядя (брат матери) Филибер Шалонский был последним принцем Оранжа из Шалонской династии. После его смерти Рене унаследовал все владения на условии принятия фамилии и герба де Шалонов.
В 1544 году Рене, находившийся на службе императора Карла V, принял участие в осаде города Сен-Дизье и был смертельно ранен выстрелом из кулеврины. Похоронен в Бреде.
Рене де Шалон с 1540 года был женат на Анне Лотарингской (1522—1568), дочери герцога Антуана Лотарингского. Их единственный ребёнок умер в младенчестве.
Рене де Шалон завещал все свои владения двоюродному брату — Вильгельму Молчаливому.
Через три года Лижье Ришье получил заказ от жены Рене на создание надгробия. Эта работа скульптора известна под названием «Памятник сердцу Рене де Шалона» (Le Monument de cœur de René de Chalon).